# Tour Horizons
La Tour Horizons est un bâtiment de grande hauteur sur la commune de Boulogne-Billancourt, sur le terrain Le Trapèze (ancien terrains Renault) et qui a été livré en juin 2011 après 30 mois de travaux.
Le projet a été annoncé en juillet 2006, à l'issue d'un concours (restreint) d'architecture lancé par la SAEM Val de Seine Aménagement et le groupement de promoteurs DBS. Le concours a été remporté par les Ateliers Jean Nouvel. Trois autres architectes ont participé au concours : Massimiliano Fuksas, Kohn Pedersen Fox et Valode et Pistre.
Les travaux ont démarré en février 2009. Le promoteur est l'américain Hines, tandis que le constructeur est Spie Batignolles et l'investisseur Gecina.
Cette tour à la particularité architecturale d'être un empilement de 3 bâtiments de surface et de style très différents, ce qui en fait un immeuble atypique pour un IGH.
L'immeuble a remporté en 2011 le Grand prix du SIMI dans la catégorie « Immeuble neuf ».
Les laboratoires Roche se sont installés dans la Tour Horizons le 2 novembre 2011 après avoir signé un bail pour 15 567 m2 de bureaux
Le groupe Sodexo a pris un bail de 10 585 m2 dans la Tour Horizons en 2012
Roche quitte la tour Horizons en 2020, la laissant vacante.